# میخال پاولیچک
میخال پاولیچک (چکی: Michal Pavlíček؛ زادهٔ ۱۴ فوریهٔ ۱۹۵۶) آهنگساز، خواننده، گیتارنواز و موسیقی‌دان اهل جمهوری چک است. وی از سال ۱۹۷۸ میلادی تاکنون مشغول فعالیت بوده‌است. او یک گیتاریست ماهر و برجسته است و تاکنون برندهٔ جوایز متعددی شده‌است. وی دانش‌آموختهٔ دانشکده سینما و تلویزیون آکادمی هنرهای نمایشی در پراگ است.
از فیلم‌ها یا مجموعه‌های تلویزیونی که وی در آن‌ها نقش داشته‌است، می‌توان به مرلین و ناله نکن، سنجاب! اشاره نمود.